# Hlevnica
Hlevnica est un village de la municipalité de Đurmanec (comitat de Krapina-Zagorje) en Croatie. Au recensement de 2011, le village comptait 254 habitants.